# Only - Minaccia letale
Only - Minaccia letale (Only) è un film del 2019 diretto da Takashi Doscher ed interpretato da Freida Pinto e Leslie Odom Jr..
Il film è stato presentato in anteprima al Tribeca Film Festival del 2019, ed è stato distribuito nei cinema il 6 marzo 2020.
Only è il secondo film di Doscher, dopo Still, che ha diretto nel 2018.

## Trama
Il passaggio di una cometa rilascia sulla Terra un virus misterioso che uccide tutte le donne del pianeta. Eva e Will inizialmente decidono di nascondersi nel loro appartamento per sfuggire sia al virus che a un gruppo di selvaggi che dà la caccia alle poche donne sopravvissute. Successivamente la giovane coppia decide di fuggire nella foresta per trascorrere insieme nella natura il tempo che rimane loro da vivere.

## Accoglienza
Il film ha ricevuto recensioni generalmente negative dalla critica, con un punteggio del 40% sull'aggregatore di recensioni Rotten Tomatoes (con 15 recensioni in totale). Un critico ha elogiato la "sceneggiatura cupa e riflessiva" del film, ma altri hanno criticato il film, con alcuni che descrivono il suo ritratto del rapporto tra Will ed Eva come misogino. Il film ha una struttura non cronologica, con scene precedenti allo scoppio dell'epidemia intervallate dalla trama principale. La trama coinvolge Will nel tentativo di tenere Eva al sicuro dal governo e dai cacciatori di taglie, poiché le donne sono diventate estremamente preziose. È stato confrontato con la serie a fumetti Y - L'ultimo uomo sulla Terra.